# Ystabøhamn
Ydstebøhamn is een plaats in de Noorse gemeente Kvitsøy, provincie Rogaland. Ydstebøhamn telt 390 inwoners (2007) en heeft een oppervlakte van 0,55 km².